# Rui Ribeiro Franco
Rui Ribeiro Franco (São José do Rio Pardo, 9 de junho de 1916 — São Paulo, 20 de fevereiro de 2008) foi um mineralogista, professor universitário e pesquisador brasileiro. 
Membro titular da Academia Brasileira de Ciências, comendador e grande oficial da Ordem Nacional do Mérito Científico, Rui era professor aposentado da Universidade de São Paulo.
Por sugestão do geólogo Pércio de Moraes Branco, uma proposta de lei foi elaborada pelo Deputado João Almeida, de instituir sua data do seu nascimento (9 de junho) como o Dia do Gemólogo Brasileiro. A proposta ainda não foi votada.

## Biografia
Rui nasceu na cidade de São José do Rio Pardo, em 9 de junho de 1916. Cursou o Ginásio do Estado de Campinas (1929-1933) e em 1936 ingressou no curso de História Natural, na Faculdade de Filosofia, Ciências e Letras (FFCL), da Universidade de São Paulo (USP). Em 1944, obteve o doutorado em ciências pela mesma instituição. Em 1952 obteve o grau de Livre-Docente e em 1958 conquistou a cátedra de Petrografia da FFCL, USP.
Professor aposentado da Universidade de São Paulo, na qualidade de catedrático de Petrologia, em 1966, continuou trabalhando como professor de pós-graduação. Foi professor de Petrografia e Diretor do Instituto de Geociências da Universidade de Brasília em 1967. De 1968-1990 trabalhou como pesquisador no Instituto de Pesquisas Energéticas e Nucleares e na Comissão Nacional de Energia Nuclear).
Foi diretor do Instituto de Pesquisas Energéticas e Nucleares, fundador e presidente da Sociedade Brasileira de Geologia e da Associação Brasileira de Gemologia e Mineralogia. Em sua homenagem, uma espécie mineral nova, descoberta pelo geólogo Daniel Atencio, recebeu o nome ruifrancoíta, escolhido por seu descobridor. É considerado o "Pai da Gemologia Brasileira". Seu livro As Pedras Preciosas foi um dos primeiros livros de Gemologia publicado no Brasil. Rui Ribeiro Franco foi autor de quatro livros e tradutor de outros cinco.
Venceu o Prémio Jabuti 1973 na área das Ciências Exatas.

## Vida pessoal
Em 1945, casou-se com Antonia Ribeiro Franco, com quem teve três filhos: João Ribeiro Franco, médico-oftalmologista; Luciano Ribeiro Franco, e Beatriz Ribeiro Franco, cirurgiã-dentista pela USP.

## Morte
Rui morreu em 20 de fevereiro de 2008, aos 91 anos, na capital paulista.

## Principais obras
- As Pedras Preciosas, (1965)
- Minerais do Brasil (3 volumes), (1972)
- Gemas do Mundo de Walter Schumann (tradução)